# Liste der Erzbischöfe von Salerno
Die folgenden Personen waren Bischöfe und Erzbischöfe von Salerno, Salerno-Acerno und seit 1986 von Salerno-Campagna-Acerno (Italien):
- Heiliger Bonosio
- Heiliger Grammazio ? um 490
- Heiliger Verus
- Heiliger Valentinianus
- Heiliger Gaudentius 499–?
- Heiliger Eusterio 536–555
- Gaudiosus 640–?
- Luminosus um 649—?
- Zacharias
- Colombo
- Lupus
- Renovatus
- Benedikt I.
- Talarico oder Talonio
- Andemarius
- Rodoperto  774–788
- Radoalt um 817
- Petrus I. um 834
- Ractolo um 840
- Mainaldus
- Teupo
- Aione  841–842
- Landemarius  842–843
- Bernaldus I.  843–855
- Petrus II.   855–861
- Rachenaldus   862–872
- Petrus III.  874–888
- Petrus IV.    917–918
- Johannes I.  918–?
- Petrus V.     936–949
- Bernardus II.  954–?
- Petrus VI. um 958–974
- Johannes II. um 977–982
- Amatus I. (ab 983 erster Erzbischof)
- Dauferius um 992
- Grimoald um 994
- Michael um 1012
- Benedikt I. um 1016
- Amatus II. 26. Dezember 1019 bis 12. Juni 1031
- Amatus III. 1031–1046
- Johannes III. 18. Februar 1047 bis 1057
- Alfanus I. 15. März 1058 bis 9. Oktober 1085
- Alfanus II. 1085 bis 29. August 1121
- Romuald I. 15. September 1121 bis 21. Mai 1136
- Guglielmo 1137 bis 7. Juli 1152
- Romuald II. Guarna 1153 bis 4. April 1181 (Kardinal)
- Nikolaus von Aiello 1182 bis 10. Februar 1221
- Cesario d’Alagno 1225 bis 31. August 1263
- Matteo della Porta 17. November 1263 bis 25. Dezember 1272
- Philipp 7. März 1286 bis 1298
- Guglielmo de Godonio 3. Oktober 1298 bis 1305
- Guido de Colomedio 22. Januar 1306 bis 1306
- Berardo 4. Juni 1306 bis 1309
- Isarno 12. Juni 1310 bis 1310
- Roberto Arcofate 14. Oktober 1310 bis 6. August 1313
- Onofrio 6. August 1313 bis 1320
- Bertrand Augier de La Tour 3. September 1320 bis 30. April 1321 (Kardinal)
- Arnauld Royardi, O.F.M. 30. Juni 1321 bis 27. Juni 1330
- Urso 30. Juni 1330 bis 3. Dezember 1333
- Benedetto 18. Februar 1334 bis 1347
- Ruggiero Sanseverino 24. März 1347 bis 1348
- Bertrando da Castronovo 7. Januar 1349 bis 8. Januar 1364
- Guglielmo Sanseverino 15. Januar 1364 bis 24. November 1378 (Kardinal)
- Giovanni Acquaviva 24. November 1378 bis 1382
- Robert 2. Juli 1382
- Guglielmo de Altavilla 1383 bis 23. Juli 1389
- Logorio Maiorino, O.S.B. 7. August 1394 bis 15. Februar 1400
- Bartolomeo de Aprano 17. März 1400 bis 8. September 1414
- Nicola Piscicelli I., O. Cis. 21. Februar 1415 bis 1440
- Barnaba Ordini 8. März 1440 bis 1449
- Nicola Piscicelli II. 21. April 1449 bis 1471
- Pietro Guglielmo de Rocha 30. August 1471 bis 1482
  - Giovanni D’Aragona 15. Januar 1483 bis 17. Oktober 1485 (Kardinal) (Apostolischer Administrator)
- Ottaviano Bentivoglio 10. Mai 1486 bis 1500
- Giovanni de Vera 10. Juli 1500 bis 4. Mai 1507 (Kardinal)
- Federigo Fregoso 5. Mai 1507 bis 1533
  - Niccolò Ridolfi 7. Februar 1533 bis 1548 (Kardinal) (Apostolischer Administrator)
- Ludovico De Torres 19. Dezember 1548 bis 13. August 1553
- Girolamo Seripando OESA 30. Oktober 1553 bis 17. März 1563 (Kardinal)
- Gaspare Cervantes de Gaete 1. März 1564 bis 23. Juli 1568 (Kardinal) (auch Erzbischof von Tarragona)
- Marcantonio Colonna (Sen.) 13. Oktober 1568 bis 1574 (Kardinal)
- Marco Antonio (Colonna) Marsilio 1574 bis 14. April 1589
- Mario Bolognino 7. Januar 1591 bis 25. Februar 1605
- Giovanni Beltrami de Guevara 4. Dezember 1606 bis 28. November 1612 (auch Erzbischof von Badajoz)
- Lucio Sanseverino 19. November 1612 bis 25. Dezember 1623 (Kardinal)
- Gabriel de Paniagua Trescio 9. Juni 1625 bis 28. April 1627 (Kardinal)
- Giulio Savelli 28. Januar 1630 bis 1642 (Kardinal)
- Fabrizio Savelli 15. September 1642 bis 1658 (Kardinal)
- Giovanni de Torres 2. April 1658 bis 1662
- Gregorio Carafa 23. Juni 1664 bis 23. Februar 1675
- Alfonso Alvarez, Carm. Sc. 22. Juni 1676 bis 18. Oktober 1688
- Girolamo Passatelli 14. November 1689 bis 14. November 1690
- Marco de Ostos, Merced. 25. Juni 1692 bis 20. August 1695
- Bonaventura Poerio, O.F.M. 14. November 1697 bis 18. November 1722
- Paolo de Villana Perlas 12. Mai 1725 bis 6. Mai 1729
- Fabrizio de Capua 11. Dezember 1730 bis 1. März 1738
- Casimiro Rossi 5. Mai 1738 bis 17. Dezember 1758
- Isidoro Sanchez de Luna, O.S.B. 28. Mai 1759 bis 14. Mai 1783
- Giulio Pignatelli, O.S.B. 25. Juni 1784 bis 17. August 1796
- Salvatore Spinelli, O.S.B. 18. Dezember 1796 bis 8. Januar 1805
- Fortunato Pinto 27. Mai 1805 bis 19. November 1825
- Camillo Alleva 18. Dezember 1825 bis 30. Oktober 1829
- Michelangelo Lupoli 30. September 1831 bis 28. Juli 1834
- Marino Paglia 6. April 1835 bis 5. September 1857
- Antonio Salomone 20. Dezember 1857 bis 11. März 1872
- Domenico Guadalupi 6. Mai 1872 bis 26. Juli 1877
- Valerio Laspro 20. März 1877 bis 22. September 1914
- Carlo Gregorio Maria Grasso, O.S.B. 16. Januar 1915 bis 30. März 1929
- Nicola Monterisi 5. Oktober 1929 bis 30. März 1944
- Demetrio Moscato 22. Januar 1945 bis 22. Oktober 1968
- Gaetano Pollio, P.I.M.E. 5. Februar 1969 bis 22. September 1984
- Guerino Grimaldi 20. Oktober 1984 bis 12. April 1992
- Gerardo Pierro 4. Juli 1992 bis 10. Juni 2010
- Luigi Moretti, 10. Juni 2010 bis 4. Mai 2019
- Andrea Bellandi, seit 4. Mai 2019